# Exocentrus ochreoscutellatus
Exocentrus ochreoscutellatus là một loài bọ cánh cứng trong họ Cerambycidae.